# Chore of Enchantment
Chore of Enchantment è un album in studio del gruppo rock alternativo Giant Sand. È stato pubblicato nel marzo 2000 da Thrill Jockey.
La rivista britannica di musica NME ha elogiato la "cruda ma tenera empatia nelle canzoni piene di partenze inaspettate". L'album è stato incluso nel libro 1001 album da ascoltare prima di morire.

## Tracce
1. Overture – 0:48
2. (Well) Dusted (For the Millennium) – 3:47
3. Punishing Sun – 3:13
4. X-Tra Wide – 3:27
5. 1972 – 1:03
6. Temptation of Egg – 3:41
7. Raw – 3:29
8. Wolfy – 4:25
9. Shiver – 4:00
10. Dirty from the Rain – 3:34
11. Astonished (In Memphis) – 5:32
12. No Reply – 4:34
13. Satellite – 6:48
14. Bottom Line Man – 4:41
15. Way to End the Day – 4:47
16. Shrine – 2:04